# Aulis Aarnio

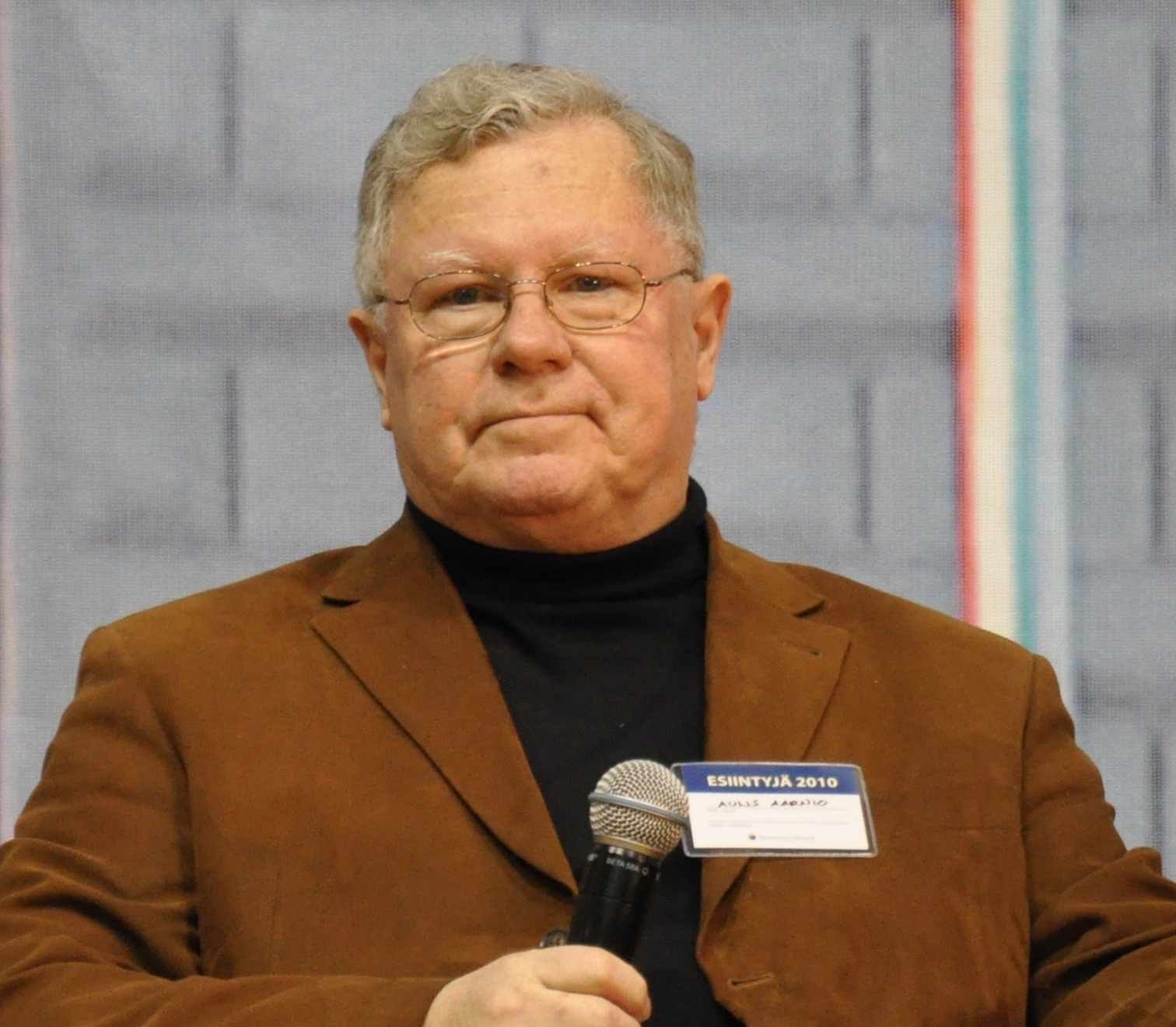
Aarnio på Tammerfors bokmässa 2010.

Aulis Arvi Aarnio, född 14 maj 1937 i Kymmene, död 28 september 2023 i Kangasala, var en finländsk jurist och filosof. Helsingfors Universitet hedrar Aulis Aarnio med en minnesstund https://www.lifescience.net/events/69560/aulis-aarnion-1937-2023-muistoseminaari/
Aarnio avlade juris doktorsexamen 1967. Han blev professor i civilrätt vid Helsingfors universitet 1977 och direktör för samhällsvetenskapliga forskningscentralen i Tammerfors 1991. Han har rönt stor internationell uppskattning med arbeten i rättsvetenskap och rättsteori. 
Sedan 1975 är han ledamot av Finska Vetenskapsakademien och sedan 1983 utländsk ledamot av Vetenskapssocieteten i Lund. Han utnämndes till hedersdoktor vid Lunds universitet 1997 och vid Lapplands universitet 1999.
Han grundade Tampere Club där han fick med sig världens främsta jurister i sökandet efter sätt att förbättra Juridiken, för att skydda Demokrati och människor.
Som skönlitterär författare har Aarnio producerat sig både i romanform och som dramatiker.
Aulis var en god själ och sörjd av 2 vuxna barn, 5 barnbarn, många vänner, studenter och samarbetspartners globalt! 

## Utmärkelser
- Kommendörstecknet av Finlands Lejons orden,  1987[6]

[Redigera Wikidata]

### Uppslagsverk
- Widén, Gustaf: Aarnio, Aulis i Uppslagsverket Finland (webbupplaga, 2012). CC-BY-SA 4.0